# Cottage Grove (Wisconsin)
Cottage Grove  ist eine Gemeinde (mit dem Status „Village“) im Dane County im US-amerikanischen Bundesstaat Wisconsin. Im Jahr 2010 hatte Cottage Grove 6192 Einwohner.
Cottage Grove ist Bestandteil der Metropolregion Madison.

## Geografie
Cottage Grove liegt im mittleren Süden Wisconsins, im östlichen Vorortbereich von dessen Hauptstadt Madison. Der am Mississippi gelegene Schnittpunkt der drei Bundesstaaten Wisconsin, Iowa und Illinois liegt 163 km westsüdwestlich.
Die geografischen Koordinaten von Cottage Grove sind 43°04′34″ nördlicher Breite und 89°11′58″ westlicher Länge. Das Gemeindegebiet erstreckt sich über eine Fläche von 9,01 km². Die Gemeinde wird nahezu vollständig von der Town of Cottage Grove umgeben, ohne dieser anzugehören.
Das Zentrum von Madison liegt 19,3 km westlich. Nachbarorte von Cottage Grove sind Sun Prairie (12,8 km nördlich), Marshall (17,1 km nordöstlich), Lake Mills (27,2 km östlich), Deerfield (14,3 km ostsüdöstlich), Cambridge (21,4 km südöstlich), Stoughton (19 km südlich), McFarland (14,1 südwestlich) und Monona (14 km westlich).
Die nach Madison nächstgelegenen weiteren Großstädte sind Green Bay (214 km nordöstlich), Milwaukee (112 km östlich), Chicago (218 km südöstlich) und Rockford (103 km südlich).

## Verkehr
Die Interstate 94 führt durch den Norden von Cottage Grove. Alle weiteren Straßen sind untergeordnete Landstraßen, teils unbefestigte Fahrwege sowie innerörtliche Verbindungsstraßen.
In Cottage Grove befindet sich der östliche Endpunkt einer Nebenstrecke der Union Pacific Railroad. Von dort führt in der östlichen Verlängerung der Glacial Drumlin State Trail, ein auf einer ehemaligen Eisenbahnstrecke der Chicago and North Western Railway verlaufender Rail Trail für Wanderer und Radfahrer. Im Winter kann der Wanderweg auch mit Schneemobilen befahren werden.
Der nächste Flughafen ist der Dane County Regional Airport in Madison (20 km nordnordöstlich).

## Bevölkerung
Nach der Volkszählung im Jahr 2010 lebten in Cottage Grove 6192 Menschen in 2210 Haushalten. Die Bevölkerungsdichte betrug 687,2 Einwohner pro Quadratkilometer. In den 2210 Haushalten lebten statistisch je 2,8 Personen.
Ethnisch betrachtet setzte sich die Bevölkerung zusammen aus 92,1 Prozent Weißen, 2,5 Prozent Afroamerikanern, 0,2 Prozent amerikanischen Ureinwohnern, 2,2 Prozent Asiaten sowie 1,1 Prozent aus anderen ethnischen Gruppen; 2,0 Prozent stammten von zwei oder mehr Ethnien ab. Unabhängig von der ethnischen Zugehörigkeit waren 3,0 Prozent der Bevölkerung spanischer oder lateinamerikanischer Abstammung.
32,5 Prozent der Bevölkerung waren unter 18 Jahre alt, 59,8 Prozent waren zwischen 18 und 64 und 7,7 Prozent waren 65 Jahre oder älter. 51,0 Prozent der Bevölkerung war weiblich.
Das mittlere jährliche Einkommen eines Haushalts lag bei 76.463 USD. Das Pro-Kopf-Einkommen betrug 30.693 USD. 3,6 Prozent der Einwohner lebten unterhalb der Armutsgrenze.

## Bekannte Bewohner
- William R. Taylor (1820–1909) – von 1874 bis 1876 zwölfter Gouverneur von Wisconsin – lebte lange in Cottage Grove und war hier kommunalpolitisch tätig